# 6949 Zissell
6949 Zissell là một tiểu hành tinh vành đai chính với chu kỳ quỹ đạo là 1326.3100794 ngày (3.63 năm).
Nó được phát hiện ngày 11 tháng 9 năm 1982.